# Jánossomorja
Jánossomorja es una ciudad en el condado de Győr-Moson-Sopron, Hungría. Se trata de la unión de dos pueblos: Szentpéter (en alemán: Sanktpeter) y Szentjános (en alemán: Sanktjohann), ubicados cerca de la frontera con Austria. Antes de 1946, eran asentamientos alemanes con los nombres alemanes de St. Johann (San Juan) y St. Peter (San Pedro).